# Джерело села Финтиніца
Джерело села Финтиніца (рум. Izvorul din satul Fîntînița) — гідрологічна пам'ятка природи в Дрокійському районі Республіки Молдова. Розташоване у південно-східній частині села Финтиніца. Займає площу 2 га. Пам'яткою керує мерія комуни Финтиніца.

## Опис
Джерело знаходиться на лузі невеликої притоки Реута. У 2006 році за місцеві та позабюджетні кошти тут облаштовано колодязь для накопичення води, що витікає з глибини (також званий «гьол»), стіни якого кам'яні, а дах дерев'яний, і червоний олан, обладнаний водовідвідною трубою. Територія, що охороняється, частково огороджена, з декоративними воротами та дерев’яними доріжками. Має багату рослинність: верби, хвойні дерева, очерет тощо.
Джерело має холодну воду, за ступенем мінералізації є мікромінеральним і з геологічної точки зору спускається з долини (виникло на лузі). За хімічним складом це джерело з гідрокарбонатно-сульфатно-натрієво-кальцієво-магнієвою водою (HCO3 – SO4; Na – Ca – Mg). Вода питна. Рівень забруднення нітратами незначний: 10 мг/л, тобто 20% гранично допустимої концентрації. Індекс рН води 7,4. Мінералізація перевищує ГДК на 10-60%, вода з 1120-1610 мг/л.

## Статус захисту
Джерело є гідрологічним об’єктом загальнодержавного значення, дебіт 30 л/хв. Сприяє стоку річки Реут і забезпечує функціонування лугової екосистеми. Вода використовується для харчових і техніко-сільськогосподарських потреб. Туристичний потенціал великий завдяки гарному плануванню території, а також історії цього джерела. Побудоване у період панування Османської імперії за допомогою процедур, характерних для турків. Таким чином, об’єкт зацікавить туристів області та країни.
З 1998 року джерело має статус пам'ятки природи, згідно із Законом № 1538 щодо фонду природних територій, що охороняються державою. У додатках до закону засвідчено, що воно належало сільськогосподарському підприємству «Вікторія». Тим часом джерело перейшло на баланс мерії комуни Финтиніца, резиденцією якої є село Финтиніца.
Антропогенний вплив низький, а екологічний стан заповідної території добрий.